# Heliopolis
|  | Aquest article tracta sobre la ciutat sud-africana. Vegeu-ne altres significats a «Heliòpolis». |

Heliopolis, anomenada també Rooigrond, fou una petita ciutat a uns 10 km de Mahikeng a Betxuanalàndia, capital de l'estat bòer de Goshen o Goosen. Encara que la república fou fundada després d'un tractat l'octubre de 1884 a Mafeking (moderna Mahikeng), Nicolaas Claudius Gey van Pittius (1837-1893) va fer la proclamació el 21 de novembre de 1882 i va declarar la ciutat centre administratiu de l'estat. El 12 de maig de 1884 la ciutat va ser atacada per sorpresa per 300 guerrers del cap Ba Ralong (grup dels tswana) Montshioa; els colons van fugir a Transvaal. Quans el Ba Rolong foren posats sota sobirania directa britànica per tractat, Gey Van Pitius va reclamar 3500 lliures com a compensació per l'atac tswana a Rooigrond o Heliopolis, i quan la quantitat no fou pagada, va declarar la guerra (24 de juny de 1884) i va ocupar el territori Ba Rolong.
Quatre altres ciutats sud-africanes porten aquest nom.